# سفارة بلغاريا في ألمانيا
سفارة بلغاريا في ألمانيا هي أرفع تمثيل دبلوماسي لدولة بلغاريا لدى ألمانيا. تقع السفارة في برلين وهي تهدف لتعزيز المصالح البلغارية في ألمانيا.

## وصلات خارجية
- الموقع الرسمي
- قائمة سفارات بلغاريا
- قائمة السفارات في ألمانيا